# کاپرونی سی‌ای.۳۳۵
کاپرونی سی‌ای. ۳۳۵ (به انگلیسی: Caproni_Ca.335) یک هواگرد ملخ‌پیشین تک‌موتوره از نوع جنگنده-بمب‌افکن/هواپیمای تجسسی ساخت شرکت Caproni/SABCA است. هواگرد کاپرونی سی‌ای. ۳۳۵ نخستین پروازش را در ۱۶ فوریه ۱۹۳۹ میلادی انجام داد. در مجموع، تعداد ۱ فروند از این هواگرد ساخته شده‌است.
طراح این هواگرد، Cesare Pallavicino بود.